# Chrysomyxa empetri
Chrysomyxa empetri (Pers.) J. Schröt. – gatunek grzybów z rzędu rdzowców (Pucciniales). Grzyb mikroskopijny pasożytujący na świerkach i bażynie.

## Systematyka i nazewnictwo
Pozycja w klasyfikacji według Index Fungorum: Chrysomyxa, Coleosporiaceae, Pucciniales, Incertae sedis, Pucciniomycetes, Pucciniomycotina, Basidiomycota, Fungi.
Po raz pierwszy opisał go w 1815 r. Christiaan Hendrik Persoon nadając mu nazwę Uredo empetri. Obecną, uznaną przez Index Fungorum nazwę nadał mu Joseph Schröter w 1887 r.
Synonimy:

- Chrysomyxa empetri J. Schröt. ex Cummins 1956
- Erysibe empetri (Pers.) Wallr. 1833
- Melampsoropsis empetri (Pers.) Arthur 1906
- Thekopsora empetri (Pers.) P. Karst. 1878
- Uredo empetri Pers. 1815[3].

## Morfologia icykl życiowy
Pasożyt dwudomowy, którego pełny cykl życiowy odbywa się na dwóch gatunkach żywicieli. Na igłach świerków tworzą się żółte ecja. Igły nie ulegają zniekształceniu, ale poprzecznie powstają na nich szerokie, żółte strefy. Przy dużej ich ilości całe igły żółkną. Na ecjach powstają nibyściany o długości do 3 mm w postaci spłaszczonych białych kanalików. Ecjospory żółte, (27)42(54) x (22)27(32) µm, o ścianie gęsto i raczej grubo brodawkowatej. Również na świerkach tworzą się spermogonia. Drugim żywicielem jest bażyna (Empetrum). Infekcji dokonują na niej bazydiospory powstałe na świerkach. Rozwija się z nich grzybnia, która na górnej stronie zwiniętych liści tworzy uredia, a w nich w krótkich łańcuszkach pomarańczowe urediniospory. Wiosną obok urediów powstają żółte, poduszeczkowate, woskowate telia o długości do 3 mm. Powstają w nich teliospory w łańcuchach po 3–6 komórek. Mają wymiary 19–24 × 18–21 µm.

## Występowanie i siedlisko
Opisano występowanie Chrysomyxa empetri tylko w Europie, w tym w Polsce.
Stwierdzono występowanie ecjów i spermogoniów na świerku pospolitym (Picea abies), świerku białym (Picea glauca) i świerku czerwonym (Picea rubens), zaś urediniów i teliów na bażynie czarnej (Empetrum nigrum) i bażynie obupłciowej (Empetrum nigrum subsp. hermaphroditum). W Szwajcarii grzyb ten tworzy niemal wyłącznie tylko urediniospory i teliospory.